# Deşdemir
Deşdemir ist ein Dorf im Landkreis Bekilli der türkischen Provinz Denizli. Deşdemir liegt etwa 94 km nordöstlich der Provinzhauptstadt Denizli und 10 km nordwestlich von Bekilli. Deşdemir hatte laut der letzten Volkszählung 255 Einwohner (Stand Ende Dezember 2010).